# Leptagrion capixabae
Leptagrion capixabae är en trollsländeart som beskrevs av Santos 1965. Leptagrion capixabae ingår i släktet Leptagrion och familjen dammflicksländor. Inga underarter finns listade i Catalogue of Life.